# عین قنیه
عین قنیة (به عربی: عین قنیة) یک منطقهٔ مسکونی در سوریه است که در شهرستان القنیطرة واقع شده‌است.

## خصوصیات
عین قنیة ۱٬۹۰۰ نفر جمعیت دارد.